# Caribbean Comfort

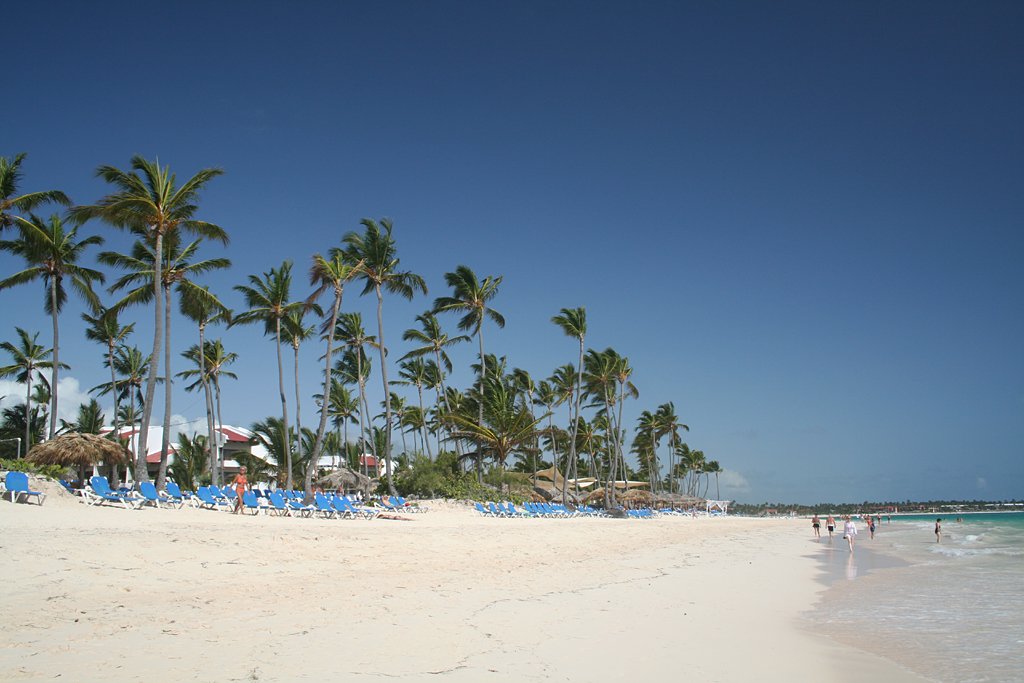
Toerisme in de Dominicaanse Republiek

Caribbean Comfort (CC) is een omstreden beleggingsfonds dat zei te investeren in een luxe vakantieresort in de Dominicaanse Republiek.

## Achtergrond
Caribbean Comfort startte eind jaren 90 van de 20e eeuw als beleggingsfonds onder leiding van directeur Geert/Gert Pot. In 2002 ging Pot de markt op met een beleggingsproduct waarbij hij beleggers een investering bood in een nog te bouwen resort in de Dominicaanse Republiek. Beleggers moesten hun inleg op een Zwitserse bankrekening storten, met dit geld zou het resort gebouwd worden. Na de bouw zouden de beleggers voor 62.500 euro eigenaar worden van een appartementsrecht in het resort. Van dit appartement konden ze zelf één maand per jaar gebruikmaken, de rest van het jaar werd het appartement verhuurd wat de verkopers een opbrengst tussen de 10.000 en 25.000 dollar per jaar zou opleveren, aldus Caribbean Comfort. De beleggers werd een fors rendement van 20 tot 25 % per jaar beloofd over hun eerste investering. In totaal zouden 1.100 mensen beleggen in Caribbean Comfort. De uitbetaling van rente stokte na enige tijd hetgeen zou kunnen duiden op een ponzifraude. Volgens Pot had het staken van betalingen echter niets te maken met fraude maar met de inflatie en de dalende rente in de Dominicaanse Republiek. In 2007 meldde Caribbean Comfort dat er problemen waren rond de appartementsrechten. Volgens Pot zou men in de Verenigde Staten een appartementsrecht niet kennen, het appartementsrecht moest daarom omgezet worden in een REIT (real estate investment trust). 
Een REIT is een aandeel in een vastgoedfonds, dit is een bekend fenomeen in de Verenigde Staten en nog enkele landen maar niet in Nederland. Overigens was het onwaar dat een appartementsrecht in de Verenigde Staten onbekend is, een appartementsrecht heet aldaar condominium. Voor een investeringsmaatschappij heeft een REIT echter fiscale voordelen ten opzichte van een appartementsrecht omdat investeringsmaatschappijen geen belasting hoeven te betalen als ze REIT's uitgeven, die belasting wordt doorgeschoven naar de beleggers/kopers van een REIT. De beleggers in Caribbean Comfort kregen de mogelijkheid hun ingelegde geld en dus hun appartementsrecht om te zetten in een REIT tegen dezelfde voorwaarden: één maand eigen gebruik en de rest van het jaar verhuur. Belangrijk verschil tussen het appartementsrecht en de REIT was dat een REIT 145.000 dollar kostte. De beleggers moesten dus geld bijstorten, deden ze dat niet dan waren ze een groot deel van hun eerste inleg kwijt. Een groot aantal beleggers koos voor bijstorten, zij werden zo eigenaar van een REIT in een nog te bouwen resort.
Uiteindelijk werd het resort nooit gebouwd en is het onduidelijk waar de ingelegde gelden zijn gebleven. De bedenker en eigenaar van Caribbean Comfort noemt zich Geert Pot, Gert Pot of Gert J. Pot. In de verkoopbrochure van CC meldde Pot onder andere samen te werken met KPMG en Cees Dam, dit bleek achteraf onwaar te zijn. In 2008 werd Geert Pot veroordeeld tot zes maanden celstraf waarvan vier voorwaardelijk wegens illegale financiële constructies en het handelen zonder vergunning. Pot kon niet worden aangehouden omdat hij zich in de Dominicaanse Republiek bevond. CC bleef ondanks de veroordeling van Pot actief.

## Publiciteit en inval door FIOD-ECD
Waarschijnlijk hebben beleggers tussen de 20 en 40 miljoen euro in het fonds ingelegd. De zaak kwam onder de aandacht door publicaties in de media, onder andere in het tijdschrift Quote en in het VARA-programma Kassa. Kassa besteedde in oktober 2002 en in maart 2008 aandacht aan de zaak. In 2002 waarschuwde Kassa voor Caribbean Comfort, de plannen zouden te vaag zijn aldus Kassa en te weinig zekerheid bieden. In 2008 kwamen in hetzelfde programma de inmiddels teleurgestelde beleggers aan het woord. Op 14 september 2008 wijdde het VARA/NPS-programma Zembla een aflevering aan Caribbean Comfort, in het programma vertelden gedupeerden over de werkwijze van Caribbean Comfort en werd met behulp van een verborgen camera getoond hoe beleggers onder druk werden gezet door een van de wederverkopers van CC om toch vooral bij te storten. Daags na de uitzending van Zembla deden het Openbaar Ministerie en de FIOD-ECD een inval bij een verkoopkantoor van Caribbean Comfort in Ugchelen en op de huisadressen van verkopers, hierbij werd de administratie in beslag genomen. Aanleiding voor de inval was volgens het Openbaar Ministerie een aangifte door de Autoriteit Financiële Markten (AFM) van 26 augustus 2008. In Zembla zei het Openbaar Ministerie nog geen onderzoek te zullen doen naar CC, het OM vond dat hier een taak lag voor de AFM. Na de inval bij CC verklaarde het OM echter dat zij al vanaf de aangifte door de AFM op 26 augustus strafrechtelijk onderzoek deed naar oplichting en beleggingsfraude door CC. In een persbericht gedateerd 16 september 2008 ontkende Geert/Gert Pot alle aantijgingen, Pot stelde dat er geen sprake was van fraude of oplichting en zei het onderzoek door de FIOD-ECD en het Openbaar Ministerie met vertrouwen tegemoet te zien. Op 29 oktober 2008 vond de eerste pro-formazitting in de strafzaak tegen Caribbean Comfort plaats voor de rechtbank te Amsterdam. Inmiddels zit Geert Pot nog steeds vast en heeft er inmiddels een 2e proforma-zitting plaatsgevonden op 25 mei 2010.

## Civiele procedure
Op 4 november 2008 werd Caribbean Comfort in een civiele procedure veroordeeld tot schadeloosstelling van 69 gedupeerden. Deze gedupeerden spanden in 2003 een civiele procedure aan tegen CC en haar bestuurders. In 2005 werden de gedupeerden door de rechtbank te Amsterdam in het ongelijk gesteld. In hoger beroep oordeelde de rechter van het Gerechtshof "dat het niet doorgaan van het project in de Dominicaanse Republiek zo waarschijnlijk is, dat het thans ten processe als vaststaand kan worden aangenomen". Door het niet doorgaan van het project waren de aandelen waardeloos geworden, het Gerechtshof veroordeelde CC tot het vergoeden van de door beleggers geleden schade. Op 18 november 2008 maakte de AFM bekend dat zij CC al op 2 september 2008 een last onder dwangsom oplegde, hiermee verbood de AFM Caribbean Comfort producten aan de man te brengen. Caribbean Comfort - die ook handelde onder de namen 'Columbus Construction Company S.A.' en 'Columbus Exclusive Resorts' - bleek beleggingsproducten aan te bieden zonder over de daarvoor verplichte vergunning te beschikken.
Het strafrechtelijk onderzoek loopt nog steeds. Een aantal gedupeerden heeft een nieuwe civiele procedure aangespannen. Of en wanneer de strafzaak een vervolg krijgt, is niet bekend. De appartementen in de Dominicaanse Republiek zijn nog steeds niet gebouwd, tot juni 2009 verbleef Pot in de Dominicaanse Republiek. In juni 2009 werd Gert Pot gearresteerd in de Dominicaanse Republiek op verzoek van het Openbaar Ministerie te Den Haag. Ondanks dat Nederland geen uitleveringsverdrag heeft met het land is Pot toch uitgeleverd. De aanklacht tegen Pot bevat vier punten: oplichting, witwassen, verduistering en deelname aan een criminele organisatie.

## Uitspraak rechtbank
Op 10 augustus 2011 heeft de rechtbank van Amsterdam uitspraak gedaan. Gert Pot werd veroordeeld tot vier jaar cel vanwege beleggingsfraude. Volgens de rechtbank: "Van alle gedane beloften is niets terechtgekomen. Verdachte heeft het ingelegde geld op grote schaal verduisterd en witgewassen en het vrijwel uitsluitend gebruikt om er een vorstelijke levensstijl op na te houden....  Daarnaast heeft hij grote sommen geld overgeboekt naar zijn eigen Zwitserse bankrekeningen en bankrekeningen van zijn ex-partner in Zwitserland. Het gevolg is dat een groot deel van het ingelegde geld is verbrast en er thans aan liquide middelen nog maar een fractie resteert van de ongeveer 22 miljoen euro die de ruim 1.100 beleggers aan verdachte hadden toevertrouwd. De kans dat de beleggers op enig moment nog hun volledige inleg terugkrijgen, lijkt nihil". De rechtbank legde wel een lagere straf op dan de vijf jaar zoals geëist door de officier van justitie vanwege de lange duur van het voorarrest. Verder veroordeelde de rechtbank verdachte tot de betaling van 8 miljoen euro aan benadeelde partijen. Indien niet tot betaling wordt overgegaan, wordt de celstraf met één jaar verlengd.